# PTT Bangkok Open 2006
PTT Bangkok Open 2006 — жіночий професійний тенісний турнір, що проходив на відкритих кортах з твердим покриттям Rama Gardens Hotel у Бангкоку (Таїланд). Це був другий за ліком PTT Bangkok Open. Належав до турнірів 3-ї категорії в рамках Туру WTA 2006. Тривав з 9 до 15 жовтня 2006 року.

## Учасниці основної сітки в одиночному розряді

### Сіяні
| Країна   | Гравчиня                | Рейтинг1 | Сіяна |
| -------- | ----------------------- | -------- | ----- |
| Франція  | Маріон Бартолі          | 22       | 1     |
| Іспанія  | Анабель Медіна Гаррігес | 28       | 2     |
| Франція  | Наталі Деші             | 39       | 3     |
| Чехія    | Луціє Шафарова          | 40       | 4     |
| Греція   | Елені Даніліду          | 41       | 5     |
| США      | Меган Шонессі           | 43       | 6     |
| Іспанія  | Лурдес Домінгес Ліно    | 45       | 7     |
| Хорватія | Єлена Костанич          | 50       | 8     |
| Франція  | Северін Бремон          | 53       | 9     |
| Колумбія | Каталіна Кастаньйо      | 54       | 10    |

- 1 Рейтинг подано станом на 2 жовтня 2006

### Інші учасниці
Нижче наведено учасниць, які отримали вайлд-кард на участь в основній сітці:
- Нудніда Луангам
- Тамарін Танасугарн
- Сучанун Віратпрасерт

Нижче наведено гравчинь, які пробились в основну сітку через стадію кваліфікації:
- Маріана Діас-Оліва
- Сє Шувей
- Янь Цзи
- Юань Мен

Такі тенісистки потрапили в основну сітку як a щасливий лузер:
- Рьоко Фуда
- Еріка Такао

## Учасниці основної сітки в парному розряді

### Сіяні
| Країна            | Гравчиня   | Країна  | Гравчиня            | Рейтинг1 | Сіяна |
| ----------------- | ---------- | ------- | ------------------- | -------- | ----- |
| КНР               | Лі Тін     | КНР     | Сунь Тяньтянь       | 63PR     | 1     |
| Китайський Тайбей | Сє Шувей   | КНР     | Янь Цзи             | 116      | 2     |
| Фінляндія         | Емма Лайне | Чехія   | Владіміра Угліржова | 152      | 3     |
| Індія             | Саня Мірза | Таїланд | Тамарін Танасугарн  | 174      | 4     |

- 1 Рейтинг подано станом на 2 жовтня 2006

## Переможниці

### Одиночний розряд
- Ваня Кінґ —  Тамарін Танасугарн 2–6, 6–4, 6–4

### Парний розряд
- Ваня Кінґ /  Єлена Костанич —  Маріана Діас-Оліва /  Наталі Грандін 7–5, 2–6, 7–5